# Del Rice
Delbert W. Rice, detto Del (Portsmouth, 27 ottobre 1922 – Buena Park, 26 gennaio 1983), è stato un giocatore di baseball e cestista statunitense, professionista nella NBL e nella MLB.

## Carriera

### Inizi e scuola superiore
Frequentò per quattro anni la Portsmouth High School di Portsmouth, Ohio nella quale giocò contemporaneamente a baseball, football e basket.

### Baseball professionistico
Nel 1941 iniziò la carriera professionistica nel baseball, firmando prima dell'inizio della stagione un contratto con i St. Louis Cardinals. Giocò dal 1941 al 1942 con i Williamson Red Birds prima nella Serie D e poi nella Serie C. Nel 1943 e 1944 giocò con i Rochester Red Wings nella Doppia-A.
Debuttò nella MLB il 2 maggio 1945, al Forbes Field di Pittsburgh contro i Pittsburgh Pirates, registrando la sua prima valida.
Nel 1946 venne richiamato dai Cardinals, con cui vinse le World Series nel 1946 e giocò ininterrottamente fino al 1955. Il 3 giugno 1955 venne scambiato con i Milwaukee Braves in cambio di Pete Whisenant, e continuò a giocare con i Braves come riserva fino al 1960, vincendo un secondo titolo nel 1957. Svincolato dai Braves il 26 agosto 1959, Rice firmò con i Chicago Cubs il 30 ottobre dello stesso anno. Il 4 giugno del 1960 venne svincolato dalla franchigia e tre giorni dopo rifirmò con i Cardinals, con cui giocò fino ai primi giorni di settembre, quando venne nuovamente svincolato. Il 7 settembre firmò con i Baltimore Orioles, franchigia con cui militò fino al 13 ottobre. Dopo una stagione precaria con tre cambi di squadra e il ritorno alla minor league (44 partite in Tripla-A con i Cardinals); il 12 dicembre 1960 Rice firmò con i Los Angeles Angels of Anaheim con cui giocò per una stagione intera di MLB, per poi ritirarsi alla fine della stagione.

### Pallacanestro
Nella stagione 1945-46 ha giocato in NBL con i Rochester Royals; nel corso delle 11 partite giocate con la squadra ha messo a segno un totale di 22 punti, con una media di 2,0 punti a partita. Con i Royals ha anche vinto il titolo di campione della NBL. Aveva iniziato a giocare in squadra già nel 1942: per alcuni anni (fino al 1946) giocò quindi a livello professionistico in due diversi sport in contemporanea.

## Allenatore nel baseball
Rice militò dal 1962 al 1966 negli Angels come allenatore di prima base. Nel 1967 fu l'allenatore di prima base dei Cleveland Indians, ma l'anno seguente tornò nell'organizzazione degli Angels dove allenò i San Jose Bees (Classe A) nel 1968, gli El Paso Sun Kings (Doppia-A) nel 1969 e 1970 e i Salt Lake City Angels (Tripla-A) nel 1971, conquistando in quest'ultima stagione il titolo della categoria. Nel 1972 venne ingaggiato come allenatore dei California Angels nella MLB, ma dopo una sola stagione venne sostituito da Bobby Winkles, terminando la sua carriera da allenatore. Dal 1972 alla morte lavorò come osservatore per i San Francisco Giants. Rice morì di cancro il 26 gennaio 1983, durante una cena di beneficenza in suo onore.

## Palmarès

### Baseball

#### Club
- World Series: 2

St. Louis Cardinals: 1946
Milwaukee Braves: 1957

#### Individuale
- MLB All-Star: 1

1953

### Pallacanestro
- Campione NBL (1946)